# スペイン・ポルトガルとイスラーム
スペイン・ポルトガルとイスラームの項目では、現在のスペイン人やポルトガル人はイスラーム時代をどのように評価し、現在のイスラーム世界と自らとの関係についてどのように考えているかを記述する。

## イスラーム・スペインの評価
イスラーム・スペインの評価については、両国家がレコンキスタとイスラーム教徒への迫害を通じて形成されたカトリック守護国家であることから、長らく暗黒時代とされていた。この時代は『野蛮なモーロ人』によってスペイン人やポルトガル人の祖先であるキリスト教徒は迫害され苦しめられていたのであり、レコンキスタはその屈辱からの解放であるとされた。
近代に入ると、ロマン主義の影響で南部イベリアに残されたイスラームの偉大な遺産に対してはスペイン・ポルトガルの独自性を示すものとして一定の評価が与えられたが、全体的な評価は変わらなかった。この時代、自らが文化的・血統的にかなりの程度『野蛮なモーロ人』の子孫であることを認めるものはおらず、いてもそれを屈辱として捉えた。
しかし20世紀後半に入ると、イスラーム・スペインの時代が極めて進んだ文明を花開かせたことに目が向けられ、スペイン人やポルトガル人、とりわけ南部地方出身の知識人の中にはスペインやポルトガルはこれらの文明の子孫であることに誇りを持つべきだという意見も出た。またこの時代にはイスラーム支配下でもキリスト教支配下でも一定程度の宗教的寛容が見られ、続くカトリック時代よりも他者に対して寛容だったことが注目され、現代の宗教戦争を解決する知恵をこの時代に求める者も現れた。

## イスラームに対する見方
スペイン人、ポルトガル人のイスラームというものに対する見方は非常に両義的である。一方に極めて厳しいイスラームへの敵愾心（反イスラーム主義）があり、これはスペインやポルトガルのモロッコ移民への差別意識や、イスラーム原理主義者の間に根強く残るアンダルス奪回への欲望への過剰な警戒心などに現れているとされる。マドリード列車爆破テロ事件の際には知識人の中にこの願望こそがスペインでのテロを行わせる要因のひとつだと指摘するものも現れた。
一方でスペイン人やポルトガル人、とりわけ南部地域の人間の中にはイスラーム教徒はスペインやポルトガルにすばらしい文明文化（イスラーム文化）を授けた人々で、彼らなくして今日のスペインやポルトガルは存在し得なかったこと、文化的、血統的に自分たちが彼らの子孫であることを好意的に見る向きもあり、イスラーム世界への親近感を抱かせる原因となっている。

## 参照
1. ↑  奴等の攻撃は単にイラクが原因だと思うのは愚かだ　スペインの反イスラーム主義知識人による論評